# (5118) Elnapoul
(5118) Elnapoul es un asteroide perteneciente al cinturón de asteroides, descubierto el 7 de septiembre de 1988 por Poul Jensen desde el Observatorio Brorfelde, Holbæk, Dinamarca.

## Designación y nombre
Designado provisionalmente como 1988 RB. Fue nombrado Elnapoul en homenaje a Elna Hyttel y Poul Hyttel, suegros del astrónomo danés Karl Augustesen, que desarrolla su labor principalmente en el Observatorio de Brorfelde.

## Características orbitales
Elnapoul está situado a una distancia media del Sol de 2,606 ua, pudiendo alejarse hasta 3,163 ua y acercarse hasta 2,050 ua. Su excentricidad es 0,213 y la inclinación orbital 12,07 grados. Emplea 1537,41 días en completar una órbita alrededor del Sol.

## Características físicas
La magnitud absoluta de Elnapoul es 12,4.